# Dichaetomyia peroe
Dichaetomyia peroe este o specie de muște din genul Dichaetomyia, familia Muscidae. A fost descrisă pentru prima dată de Walker în anul 1849. Conform Catalogue of Life specia Dichaetomyia peroe nu are subspecii cunoscute.